# NASCAR Camping World Truck Series
Die NASCAR Craftsman Truck Series ist eine von der NASCAR veranstaltete Rennserie, die mit umgebauten Pick-ups bestritten wird, welche sich an dem Design der Fahrzeuge des Sprint Cups orientieren.

## Entstehung

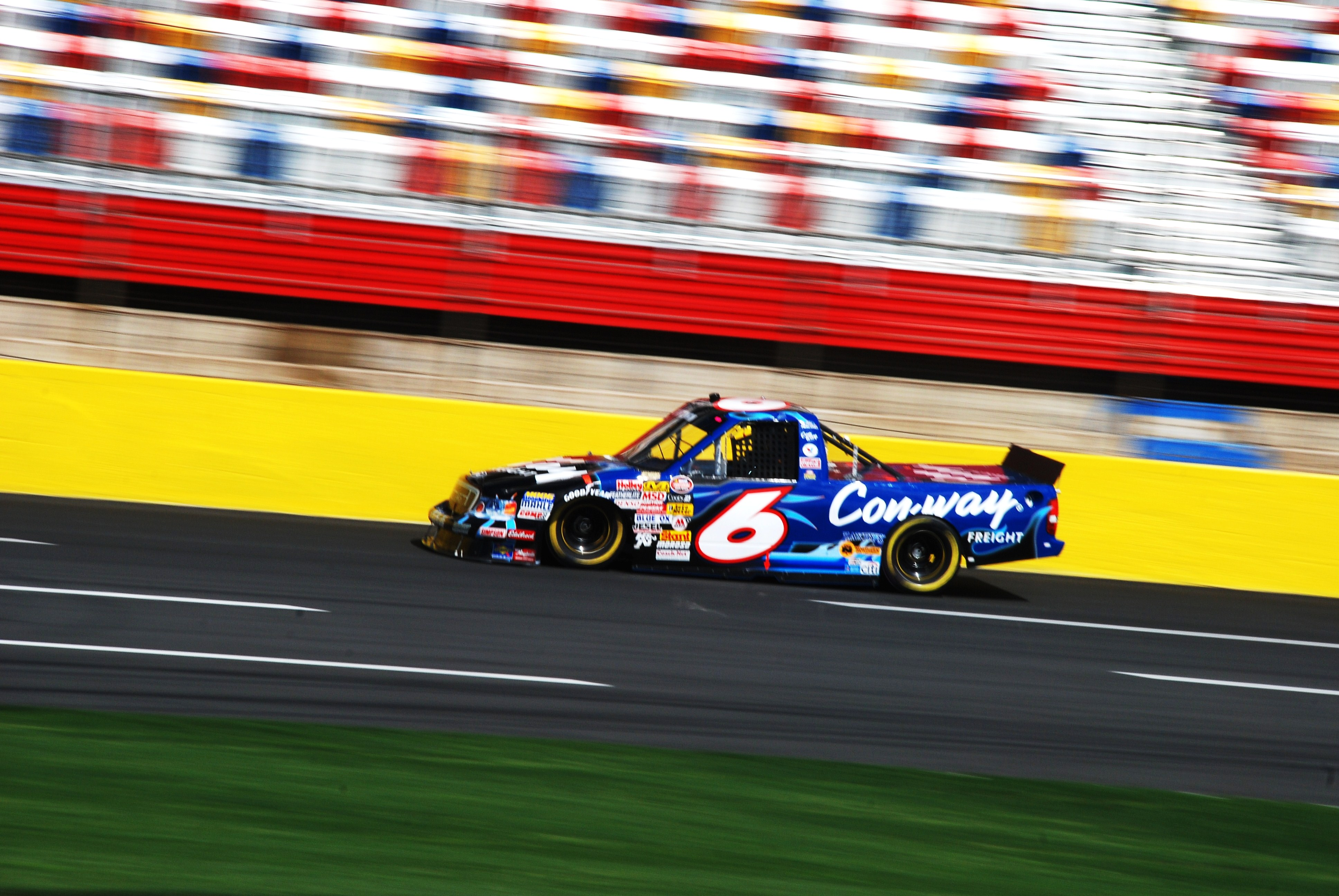
Colin Braun (2008)

Die Geschichte der Camping World Truck Series begann damit, dass ein paar Offroad-Rennfahrer einen auf den NASCAR-Autos basierenden Prototyp eines Pick-ups anfertigten. Das Projekt wurde erstmals während des Daytona 500 1994 vorgestellt. Diese Mischung aus Truck, Pick-up und den Rennwagen des Sprint-Cups erwies sich auch bei anderen Testrennen während der regulären Saison als extrem beliebt, und so gründete die NASCAR 1995 die vorerst als SuperTruck Series bekannte amerikanische Rennserie, die erst ein Jahr darauf ihren jetzigen Namen erhielt. Die ersten namhaften Rennställe, die teilnahmen, waren unter anderem Richard Childress Racing, Hendrick Motorsports und Roush Racing.
Zwei große Unterschiede zum Sprint Cup und der Nationwide Series sind, dass sie sich zum einen in mehreren Punkten des Reglements unterscheiden und, dass sich die Länge der Rennen meist auf nur ca. 125 Meilen bezieht, was nur knapp über 200 Kilometer sind, wohingegen ein NASCAR-Sprint-Cup-Rennen eine Länge von bis zu 600 Meilen (beim Coca-Cola 600 auf dem Charlotte Motor Speedway) haben kann.

## Fernsehübertragung
Die ersten Rennen der Serie wurden in den USA von ESPN, TNN, WTBS, ABC, und CBS übertragen. 2001 sicherte sich dann der amerikanische Sportsender ESPN (der inzwischen von ABC aufgekauft wurde) die amerikanischen Exklusivrechte für die Übertragung. Diese bekam dann 2003 der Speed Channel, der jedes Rennen übertrug (mit Ausnahme derer zwei, die diese Saison von Fox ausgestrahlt wurden). 2013 wurde Speed Channel zu Fox Sports 1 umgewandelt und übertrug die Rennen. Aktuell werden diese weiterhin von FS1 ausgestrahlt.
Motor Racing Network hat die exklusiven Radioübertragungsrechte für die NASCAR Camping World Truck Series.

## Technische Einzelheiten

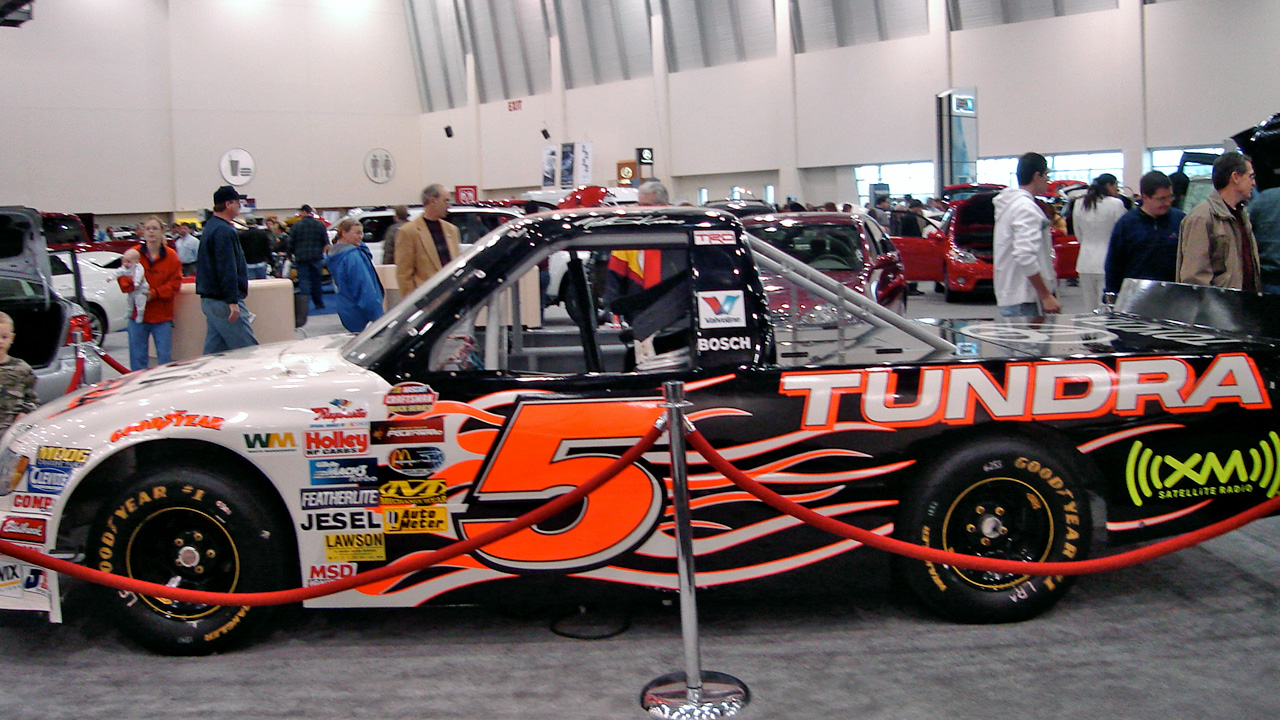
Mike Skinners 2006er Pick-up-Truck aus der Camping World Truck Series

- Hubraum: 5,8 l (358 in³) V8-Motor mit zentraler Nockenwelle und OHV-Ventilsteuerung (Pushrod)
- Übersetzung: 4-Gang – Manuell
- Gewicht:
  - ohne Fahrer: 1455 kg (3.200 Pfund)
  - mit Fahrer: 1545 kg (3.400 Pfund)
- Leistung: 485–522 kW (650–700 PS)
- Kraftstoff: 98 Oktan Benzin Bleifrei
- Tankinhalt: 83,2 Liter
- Kraftstoffzustellung: Vergaser
- Luft-Kraftstoff-Mischungverhältnis: 12:1
- Saugmotor
- Vergaser: Doppel-Registervergaser (4bbl) mit einer maximalen Gemischdurchflussmenge von 390 Kubikfuß pro Minute (184 Liter pro Sekunde)
- Radstand: 2,8 m (112 in)

## Hersteller 1995 bis heute

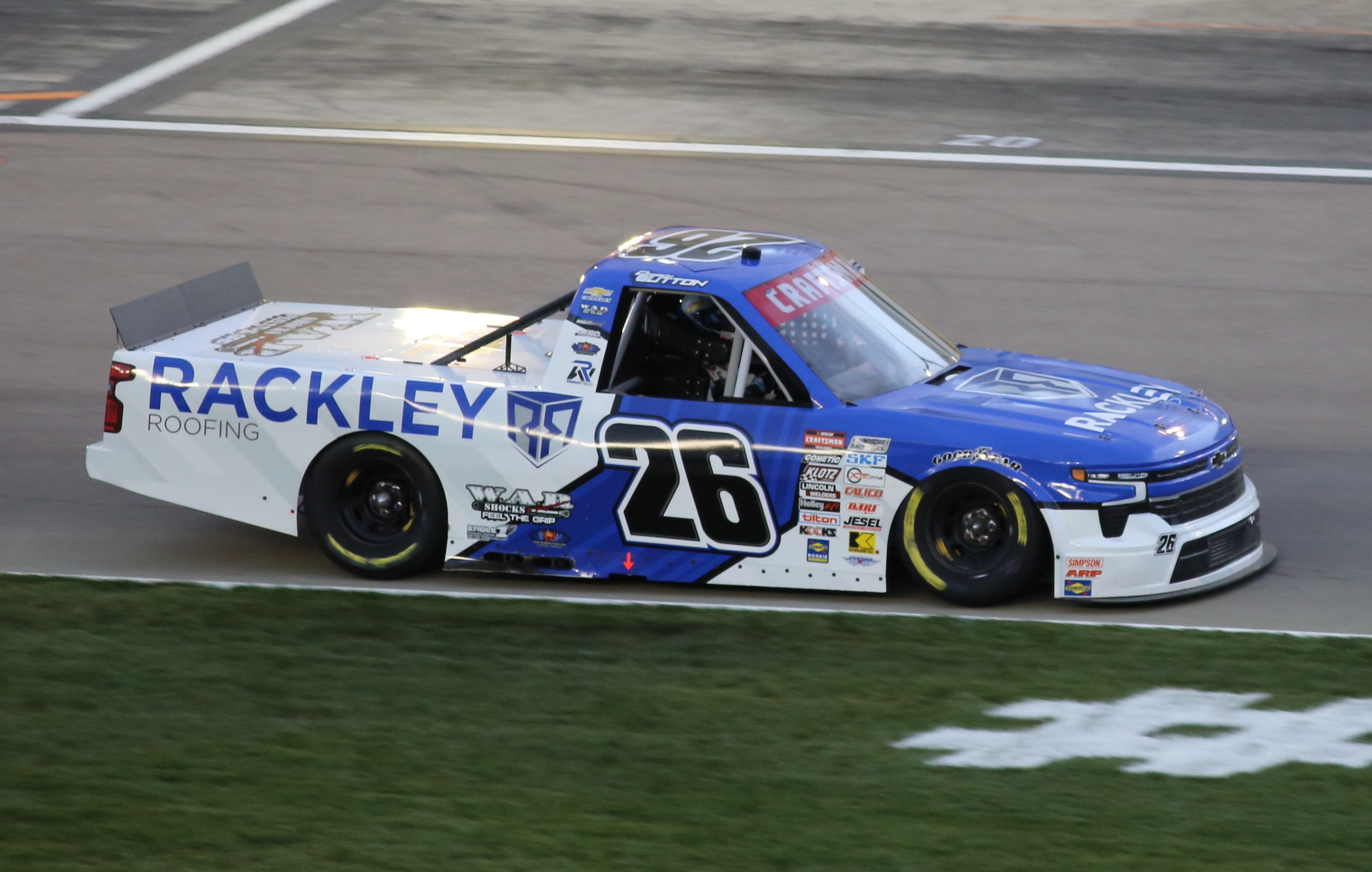
Dawson Suttons Rackley Roofing Chevrolet mit der Startnummer 26 auf dem Las Vegas Motor Speedway 2025

Chrysler LLC:
- Dodge Ram/Ram Truck: 1995–2016

Ford Motor Company:
- Ford F-150: 1995-heute

GM:
- Chevrolet C/K: 1995–1997
- Chevrolet Silverado: 1998-heute

Toyota:
- Toyota Tundra: 2004-heute

## Camping-World-Truck-Series-Champions
Für eine ausführliche Darstellung siehe Liste der NASCAR-Champions
- 1995: Mike Skinner
- 1996: Ron Hornaday Jr.
- 1997: Jack Sprague
- 1998: Ron Hornaday Jr.
- 1999: Jack Sprague
- 2000: Greg Biffle
- 2001: Jack Sprague
- 2002: Mike Bliss
- 2003: Travis Kvapil
- 2004: Bobby Hamilton
- 2005: Ted Musgrave
- 2006: Todd Bodine
- 2007: Ron Hornaday Jr.
- 2008: Johnny Benson
- 2009: Ron Hornaday Jr.
- 2010: Todd Bodine
- 2011: Austin Dillon
- 2012: James Buescher
- 2013: Matt Crafton
- 2014: Matt Crafton
- 2015: Erik Jones
- 2016: Johnny Sauter
- 2017: Christopher Bell
- 2018: Brett Moffitt
- 2019: Matt Crafton
- 2020: Sheldon Creed
- 2021: Ben Rhodes
- 2022: Zane Smith
- 2023: Ben Rhodes
- 2024: Ty Majeski

## Rookie-of-the-Year-Award-Gewinner (Bester Neuling)
Für eine ausführliche Darstellung der besten Neulinge siehe NASCAR Rookie of the Year Award
- 1996: Bryan Reffner
- 1997: Kenny Irwin jr.
- 1998: Greg Biffle
- 1999: Mike Stefanik
- 2000: Kurt Busch
- 2001: Travis Kvapil
- 2002: Brendan Gaughan
- 2003: Carl Edwards
- 2004: David Reutimann
- 2005: Todd Kluever
- 2006: Erik Darnell
- 2007: Willie Allen
- 2008: Colin Braun
- 2009: Johnny Sauter
- 2010: Austin Dillon
- 2011: Joey Coulter
- 2012: Ty Dillon
- 2013: Ryan Blaney
- 2014: Ben Kennedy
- 2015: Erik Jones
- 2016: William Byron
- 2017: Chase Briscoe
- 2018: Myatt Snider
- 2019: Tyler Ankrum
- 2020: Zane Smith
- 2021: Chandler Smith
- 2022: Corey Heim
- 2023: Nick Sanchez
- 2024: Layne Riggs

## Most-Popular-Driver-Award-Gewinner (Beliebtester Fahrer)
- 1995: Butch Miller
- 1996: Jimmy Hensley
- 1997: Ron Hornaday Jr.
- 1998: Stacy Compton
- 1999: Dennis Setzer
- 2000: Greg Biffle
- 2001: Joe Ruttman
- 2002: David Starr
- 2003: Brendan Gaughan
- 2004: Steve Park
- 2005: Ron Hornaday Jr.
- 2006: Johnny Benson
- 2007: Johnny Benson
- 2008: Johnny Benson
- 2009: Ricky Carmichael
- 2010: Narain Karthikeyan
- 2011: Austin Dillon
- 2012: Nelson Piquet junior
- 2013: Ty Dillon
- 2014: Ryan Blaney
- 2015: John Hunter Nemechek
- 2016: Tyler Reddick
- 2017: Chase Briscoe
- 2018: Noah Gragson
- 2019: Ross Chastain
- 2020: Zane Smith
- 2021: Hailie Deegan
- 2022: Hailie Deegan
- 2023: Hailie Deegan
- 2024: Rajah Caruth